# Poekilosoma carinatipenne
Poekilosoma carinatipenne là một loài bọ cánh cứng trong họ Cerambycidae.